# Wielen
Wielen ist eine Gemeinde im Landkreis Grafschaft Bentheim in Niedersachsen und gehört zur Samtgemeinde Uelsen. Im Dorf befindet sich die älteste erhaltene Schule der Niedergrafschaft: Het Schöltien.

## Geografie

### Geografische Lage
Wielen liegt nordwestlich von Nordhorn an der Grenze zu den Niederlanden. Östlich von Wielen liegt die Gemeinde Wilsum, südöstlich die Gemeinde Itterbeck, die beide ebenfalls zur Samtgemeinde Uelsen gehören. Der Ortsteil Vennebrügge ist der westlichste Ort auf dem niedersächsischen Festland. Im Westen befindet sich die niederländische Gemeinde Hardenberg.

### Gemeindegliederung
Wielen gliedert sich in:
- Balderhaar
- Striepe
- Vennebrügge
- Wielen

## Politik

### Gemeinderat
Der Wielener Gemeinderat setzt sich aus neun Ratsherren zusammen, die zuletzt bei den Niedersächsischen Kommunalwahlen am 12. September 2021 gewählt wurden. Diese haben eine gemeinsame Wahlliste gebildet.

### Bürgermeister
Derzeitiger Bürgermeister Wielens ist Gerold Stroeve, der im November 2016 neu gewählt wurde und bereits von 1991 bis 2011 Bürgermeister war.

## Verkehr
Wielen liegt an der Landesstraße 43. Es besteht eine regelmäßige Rufbusanbindung der Verkehrsgemeinschaft Grafschaft Bentheim (VGB) nach Itterbeck, wo es einen Anschluss an eine Regionalbuslinie in Richtung Emlichheim sowie Uelsen und Neuenhaus gibt. In Neuenhaus gibt es Anschlüsse an die Bahnlinie RB 56 in Richtung Nordhorn und Bad Bentheim sowie an eine Regionalbuslinie in Richtung Nordhorn.

## Persönlichkeiten
- Hermann Grupe (1881–1949), Lehrer und niederdeutscher Autor